# 芦田万莉恵
芦田 万莉恵（あしだ まりえ、1990年12月23日 - ）は、日本のタレント、アイドル、歌手。奈良県出身。9nineの元メンバー（リーダー）でレプロエンタテインメントに所属していた。
2010年より音倉レコードにてMari-eとして活動を始める。2012年3月よりダンスボーカルユニットLupin（ルピン）に加入。

## 作品

### シングル
- FRUIT BASKET（2010年7月28日）

### その他
- 音倉2010（2010年2月3日、オムニバス作品、M-4『DICE』）

## 出演

### テレビ
- ジュニアでGO!（2003年、CSエンタ!371）
- ジェイチェキ（2004年、CSエンタ!371）
- アイドル道（2005年、フジテレビ721）

### WEB
- BOMB TV（2002年）

### スチル
- 錦城学園高等学校（2005年）
- 丸昌 振袖（2005年）

### 雑誌
- 週刊プレイボーイ（2003年、集英社）
- アフタヌーン（2004年、講談社）
- 別冊フレンド（2004年、講談社）
- マーガレット（2004年、集英社）

### イベント
- ちゅろすなライブショー ～ちゅろすと一緒～（2004年）